# Otvoren skup
Otvoren skup je pojam iz topologije. Kad imamo topološki prostor
(X, 𝒯)
u kojem je X  skup, a
𝒯 porodica podskupova zatvorena na proizvoljne unije i konačne presjeke i sadrži 
X i ∅. 
Otvoren skup je svaki član porodice skupova 𝒯